# Orthotrichia inornata
Orthotrichia inornata är en nattsländeart som beskrevs av Wells 1979. Orthotrichia inornata ingår i släktet Orthotrichia och familjen smånattsländor. Inga underarter finns listade i Catalogue of Life.